# Esteban Sirias
Ángel Esteban Sirias Áviles (3 ottobre 1980) è un ex calciatore costaricano, di ruolo difensore.